# Suraua
Suraua var en kommun i det dåvarande distriktet Surselva i den schweiziska kantonen Graubünden. Kommunens huvudort var Uors.
Den bildades 2002 genom sammanslagning av de tidigare kommunerna Camuns, Surcasti, Tersnaus och Uors-Peiden. Uors-Peiden bildades i sin tur 1963 genom en sammanslagning av kommunerna Uors och Peiden.
2013 upphörde kommunen Suraua och blev en del av den nya kommunen Lumnezia.